# Adenopterus maai
Adenopterus maai är en insektsart som först beskrevs av Otte, D. 1987.  Adenopterus maai ingår i släktet Adenopterus och familjen syrsor. Inga underarter finns listade i Catalogue of Life.